# جرج هیل (بسکتبال)
جرج جسی هیل (به انگلیسی: George Jesse Hill) متولد ۱۹۸۶ بازیکن حرفه‌ای ان بی ای است.
او از دانشگاه ایندیانا بوده، و در ان بی ای بسکتبال خویش را با تیم سن آنتونیو اسپرز آغاز و سپس در سال ۲۰۱۱ در ازای ۳ بازیکن دیگر (داویس برترانس از لتونی، کووای لنارد از دانشگاه ایالتی سن دییگو، و ارازم لوربک از اسپانیا) با تیم ایندیانا پیسرز معاوضه شد.